# Horace Crocicchia
Horace Valentin Crocicchia (* 6. November 1888 in Tulle; † 1976 in Nizza; Schreibweise des Nachnamens auch Croccichia) war ein französischer Kolonialbeamter. Er war Gouverneur von Französisch-Indien, der Elfenbeinküste und Französisch-Guinea.

## Leben
Horace Crocicchia war Korse. Sein Vater arbeitete als höherer Bahnangestellter. Er machte eine Licence in Rechtswissenschaft und begann danach in der Verwaltung der französischen Kolonien zu arbeiten. Ab 1913 war er Amtsgehilfe für indigene Angelegenheiten und 1923 erreichte er den Rang eines Administrators der Kolonien.
Crocicchia wirkte Mitte der 1920er Jahre als Kreiskommandant von Niamey in der Kolonie Niger. Zu Weihnachten 1924 empfing er in Niamey die Teilnehmer der Mission Tranin-Duverne bei deren Afrikadurchquerung. Er ließ den bei den Songhai in West-Niger entstehenden Besessenheitskult Hauka wegen dessen befürchteter Subversion unterdrücken. Daraufhin wurde er als das Geistwesen „böser Major“ oder „Korsasi“ (eine Anspielung auf seine korsische Herkunft) in den sich in Westafrika verbreitenden Kult aufgenommen. In Les Maîtres fous, einem 1954 entstandenen Hauptwerk des Filmemachers Jean Rouch, wird die Heilung einer Besessenheit mit dem „bösen Major“ in Accra gezeigt. Im Jahr 1929 erreichte Crocicchia den Dienstgrad eines Hauptmann der Infanterie der Kolonialtruppen in Westafrika.
Horace Crocicchia wurde 1936 als Nachfolger von Léon Solomiac Gouverneur von Französisch-Indien. Diese Funktion übte er bis 1938 aus. Im Jahr darauf wurde er Gouverneur der Elfenbeinküste. Mit dem Waffenstillstand von Compiègne im Juni 1940 schloss er sich dem Vichy-Regime an. Er bemühte sich den im Niedergang begriffenen Baumwollanbau in der Kolonie zu forcieren. Crocicchia, der sich mit einem britischen Major von der Goldküste getroffen hatte, wurden Sympathien für die Briten nachgesagt, weswegen er 1940 seinen Posten als Gouverneur der Elfenbeinküste verlor. Zuletzt war er ab 1942 als Gouverneur von Französisch-Guinea tätig, bis er 1944 in den Ruhestand geschickt wurde.

## Ehrungen
- Ritter (1926) und Offizier (1933) der Ehrenlegion[11]